# نادي هوبس
نادي هوبس (بالإنجليزية: hoops club. ]) هو نادٍ رياضي لبناني لكرة القدم وكرة السلة والتنس والتنس الطاولة يشتهر أكثر في شق كرة السلة. تأسس نادي هوبس سنة 2001.
يقع مقر نادي هوبس الرياضي في بيروت، لبنان، ولها فروع أخرى في أنطلياس، صور، وضواحي بيروت الجنوبية.
فريق كرة السلة هوبس، هو منافس في دوري كرة القدم وفي دوري كرة السلة اللبناني.
يلعب النادي مبارياته على ملعب ميشيل المر.
لقد كان مشاركا في القسم A منذ موسم 2009-10. كما شارك فريق هوبس أيضًا في كأس أبطال 2010 WABA Champions Cup.
كما يدير النادي برامج تدريب وتأطير الهواة لكرة السلة، لتدريب لاعبي كرة السلة البراعم والفتيان.

## التأسيس والدور الرياضي/الثقافي
يعتبر نادي هوبس النسوي من أوائل الأندية النسوية التي تأسست في لبنان وعملت على تشجيع ولوج المرأة لرياضة كرة القدم.
فيكون النادي النسوي فريقا رياضيا وفي نفس الوقت مؤسسة تربوية واجتماعية، يساهم في تكوين وتوعية المرأة والفتاة بدورها في المجتمع كعنصر فاعل وإيجابي، وكمواطنة لها دور أساسي في التنمية الاجتماعية والاقتصادية والصحية والرياضية والثقافية.. وذلك من خلال نادي رياضي موجه لفائدة الفتيات والنساء من مختلف الشرائح والأعمار يمثل المرأة اللبنانية في البطولة اللبنانية وفي المنافسات الإقليمية والقارية والدولية، وكذا من خلال تغذية المنتخب الوطني اللبناني للنساء.
حيث لم تكن كرة القدم النسوية في لبنان شائعة في كل المناطق والمدن، حيث مورست كرة القدم كهواية بشكل محدود فقط في المناطق الغنية من البلاد، رغم أن رياضة كرة القدم هي هواية شعبية غالبا ما نجد ممارستها في المناطق الأكثر شعبية في دول العالم، ولكن بفضل مبادرة مجموعة من الأندية والأكاديميات استطاعت كرة القدم النسوية في لبنان أن تشق طريقها إلى الأمام.

## وصلات خارجية
- Hoops Club Official site